# 地熱谷

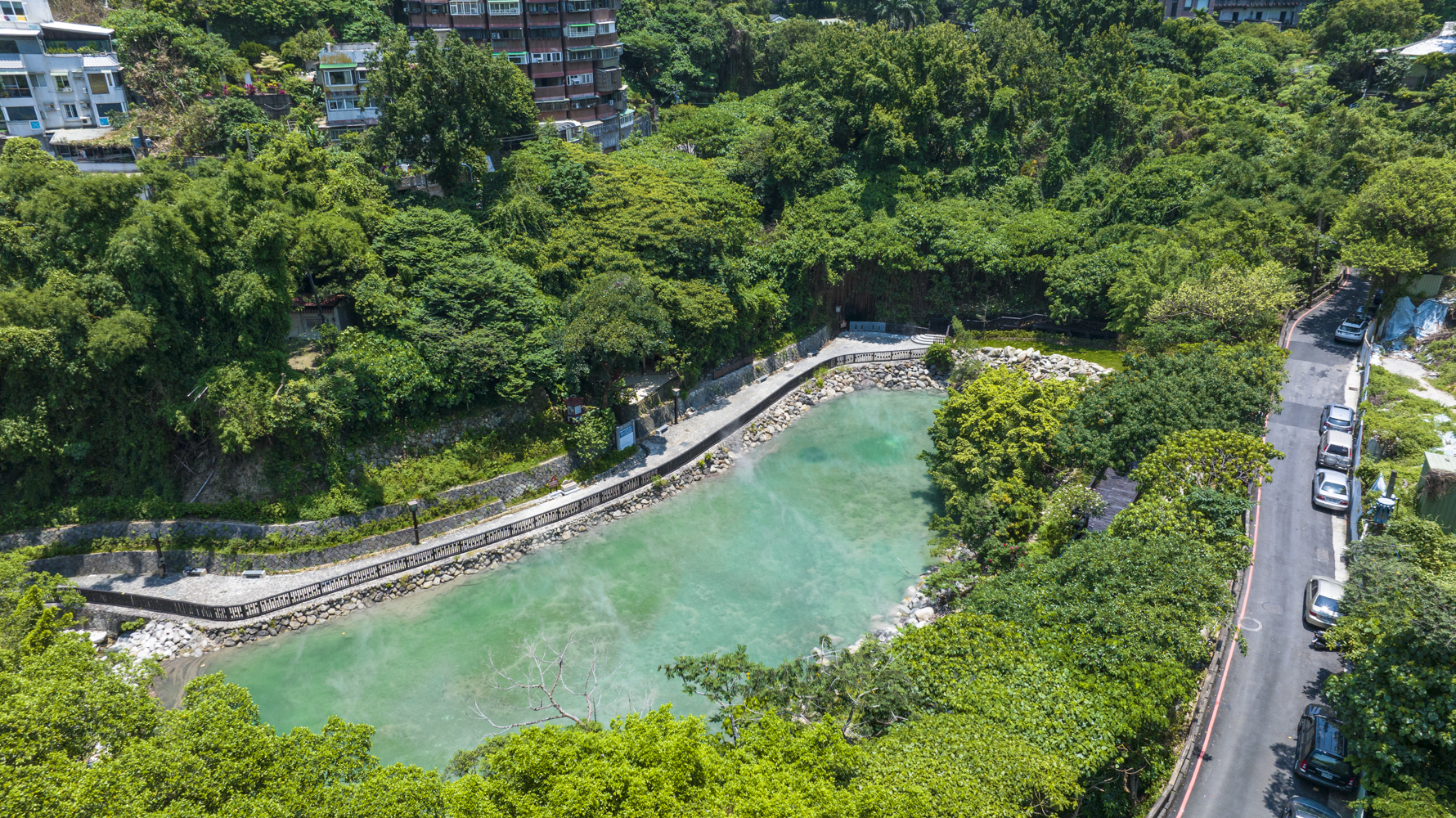
地熱谷

地熱谷是一處溫泉的出口，位在台灣台北市北投區中山路的陽明山山谷窪地，當地人稱為磺水頭（Hông-tsuí-thâu）或「鬼湖」 ，因長年蒸氣瀰漫、熱氣騰騰，使人聯想成恐怖的地獄。早年亦曾有遊客失足跌入高溫泉水中，被活活燙死，因而另有別名「地獄谷」。
在日治時期，地熱谷被評為台灣八景十二勝之一，有「磺泉玉霧」美譽。原因是日出晨光照射在溫泉冒起的蒸氣，幻化出變化多端的光影，如身處如夢似幻的仙境當中。泉水清澈微綠似玉，所以有人稱為「玉泉谷」。

## 溫泉水質

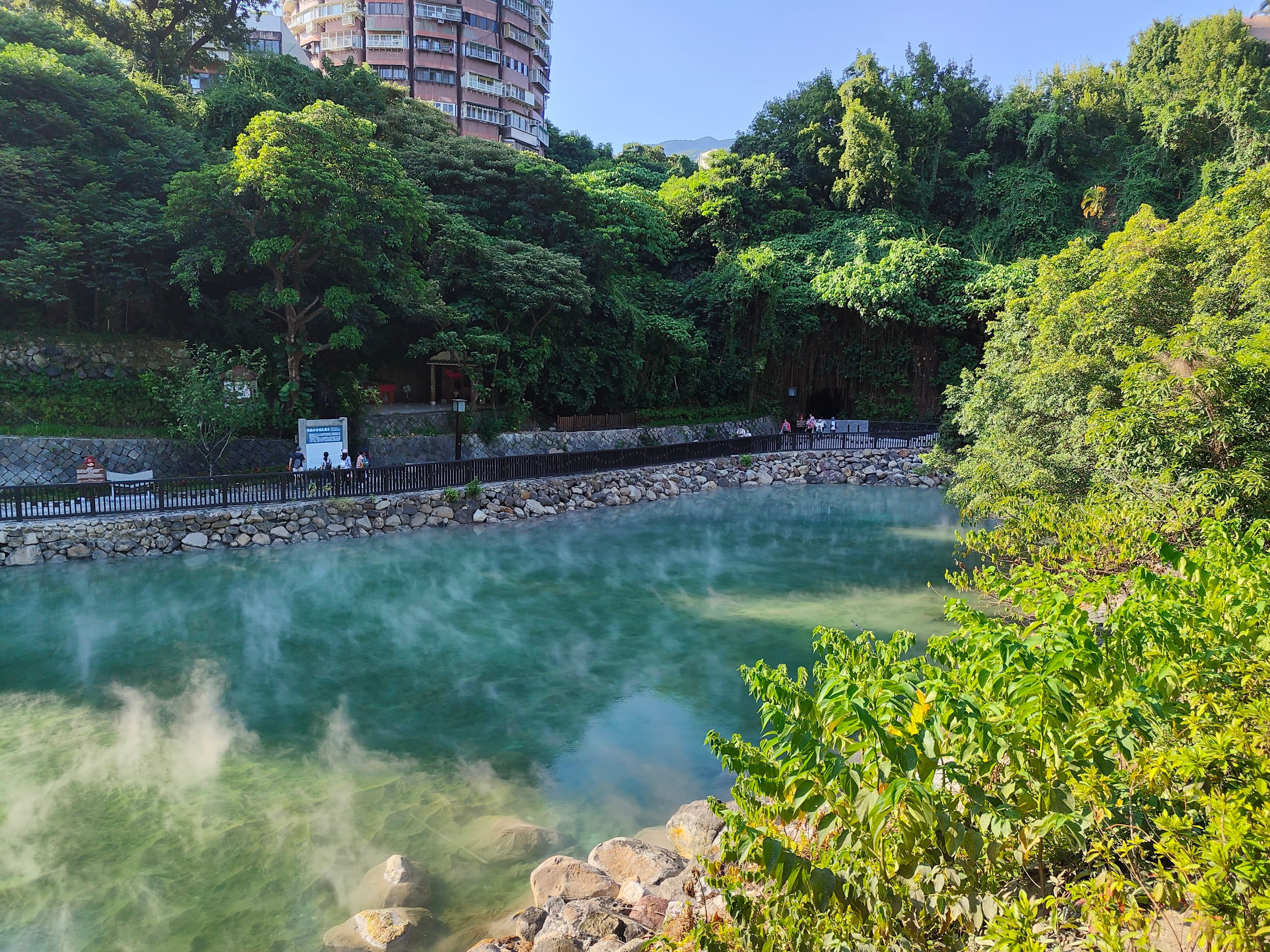
泉水終年煙霧嬝繞，被稱之為磺泉玉霧

地熱谷的泉水屬酸性硫磺泉，水溫高達攝氏90度，水質清澈且呈微綠似玉的色澤，俗稱青磺泉。水中酸鹼度達PH值1.4~1.6，腐蝕性極高，因此不宜久泡。雖然如此，地熱谷溫泉亦為北投溫泉的源頭之一，原因是泉中含微量放射性元素鐳，對人體有保健的功效，主要是供應為北投公園一帶的溫泉浴室或旅館，包括歷史悠久的瀧乃湯。

## 休憩
早期當地民眾常攜帶雞蛋到地熱谷煮「溫泉蛋」，後來發生燙傷及環境保護考量封閉。維護管理的台北自來水事業處也表示地熱谷溫泉屬於硫酸鹽泉、硫酸鹽氯化物泉，含有重金屬，有危害人體健康之虞，不建議引水煮蛋。
現在政府重整地熱谷景觀，導引泉流，蓄水成湖，並以步道、扶欄環繞四周，步道一旁設有賞景涼亭，週邊還有以石子與水泥築成親水溝渠，遊客可免費將雙腳泡在溫泉中，市政府已將地熱谷連同北投公園規劃為「北投溫泉親水公園」。

## 附近景點
- 北投溫泉博物館
- 北投普濟寺
- 北投文物館
- 瀧乃湯
- 新北投站

## 外部連結
- 臺北市北投區公所-自然生態特色-地熱谷 （页面存档备份，存于）
- 地熱谷  臺北旅遊網
- 臺北市政府全球資訊網-常見問答-地熱谷的地址、開放時間及門票？
- 臺北自來水事業處-常見問答-地熱谷的地址、開放時間及門票？